# Netta
A Netta a madarak (Aves) osztályába, ezen belül a lúdalakúak (Anseriformes) rendjének és a récefélék családjába tartozó nem.

## Rendszerezés
A nembe az alábbi 4 faj tartozik:
- pirosszemű réce (Netta erythrophthalma)
- peposaca réce (Netta peposaca)
- üstökösréce (Netta rufina)
- rózsásfejű réce (Netta caryophyllacea, régebben Rhodonessa caryophyllacea) – kihalt

A rózsásfejű récét korábban külön nembe, a Rhodonessa nembe sorolták, melyet egymaga alkotott. Mindig köztudott dolog volt, hogy közeli rokonságban áll a Netta nem fajaival. A legtöbb taxonómus már nem tekinti különálló nem képviselőjének, hanem a Netta nem fajának tartja.

## Képek

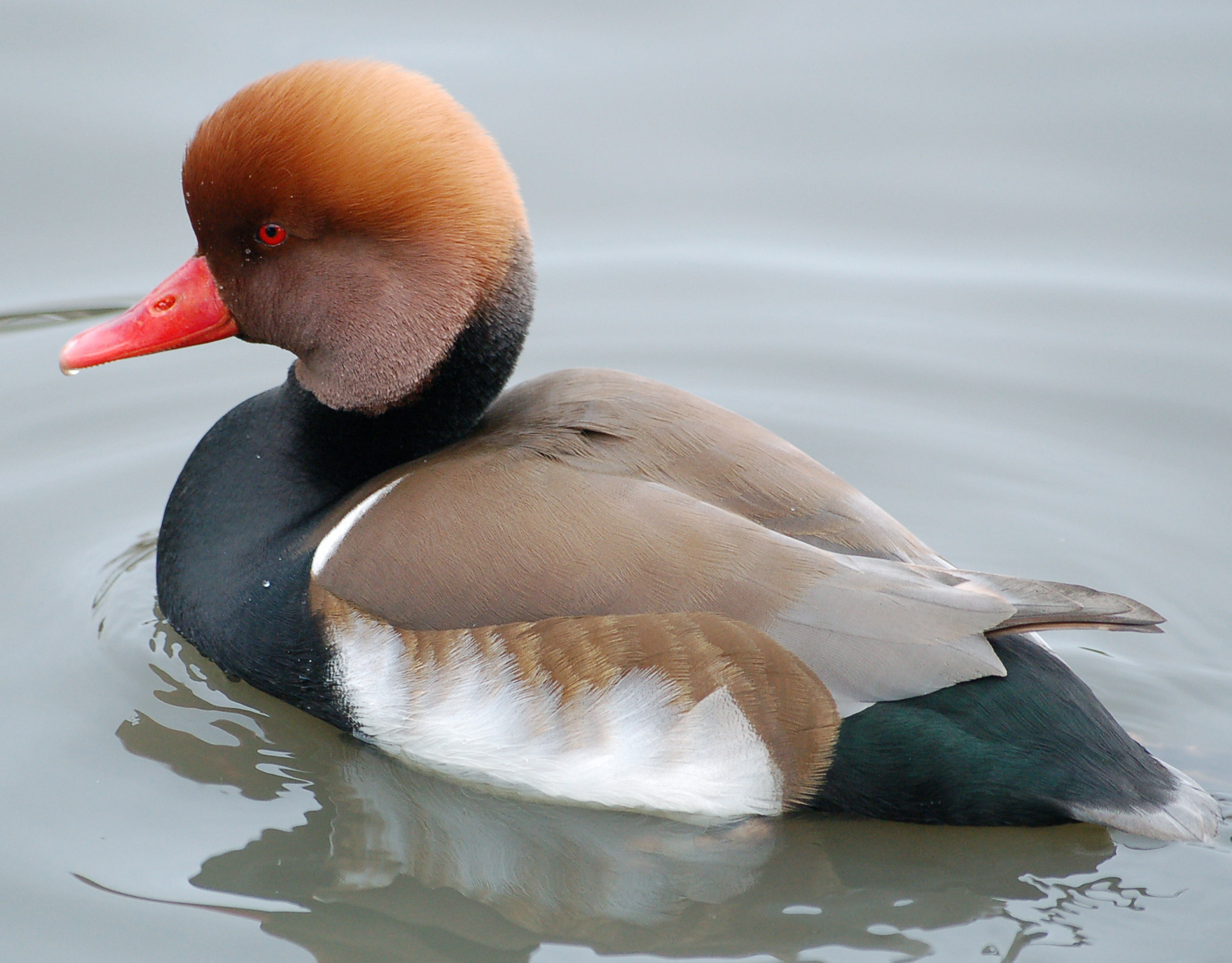
Üstökösréce (Netta rufina)
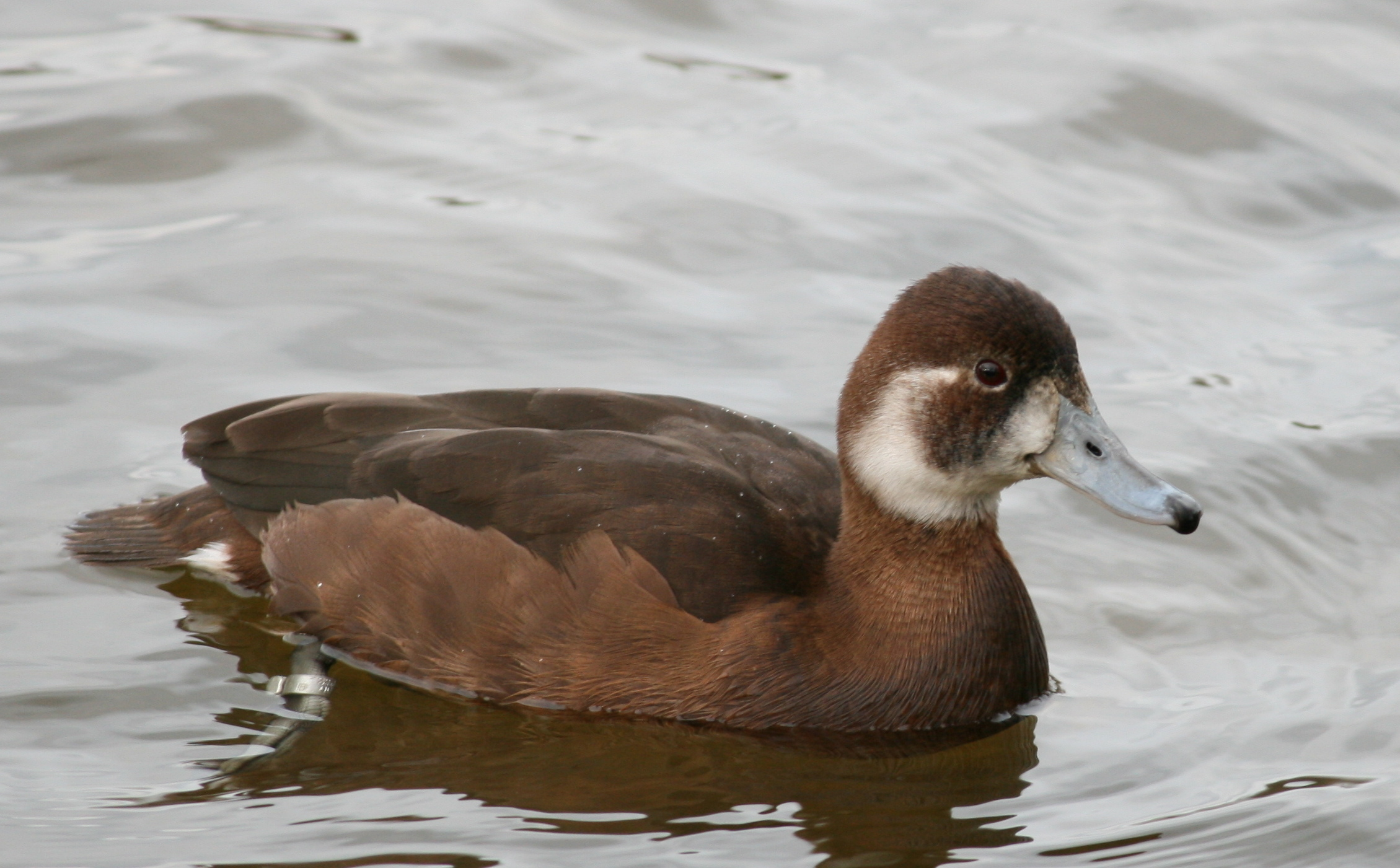
Pirosszemű réce (Netta erythrophthalma)
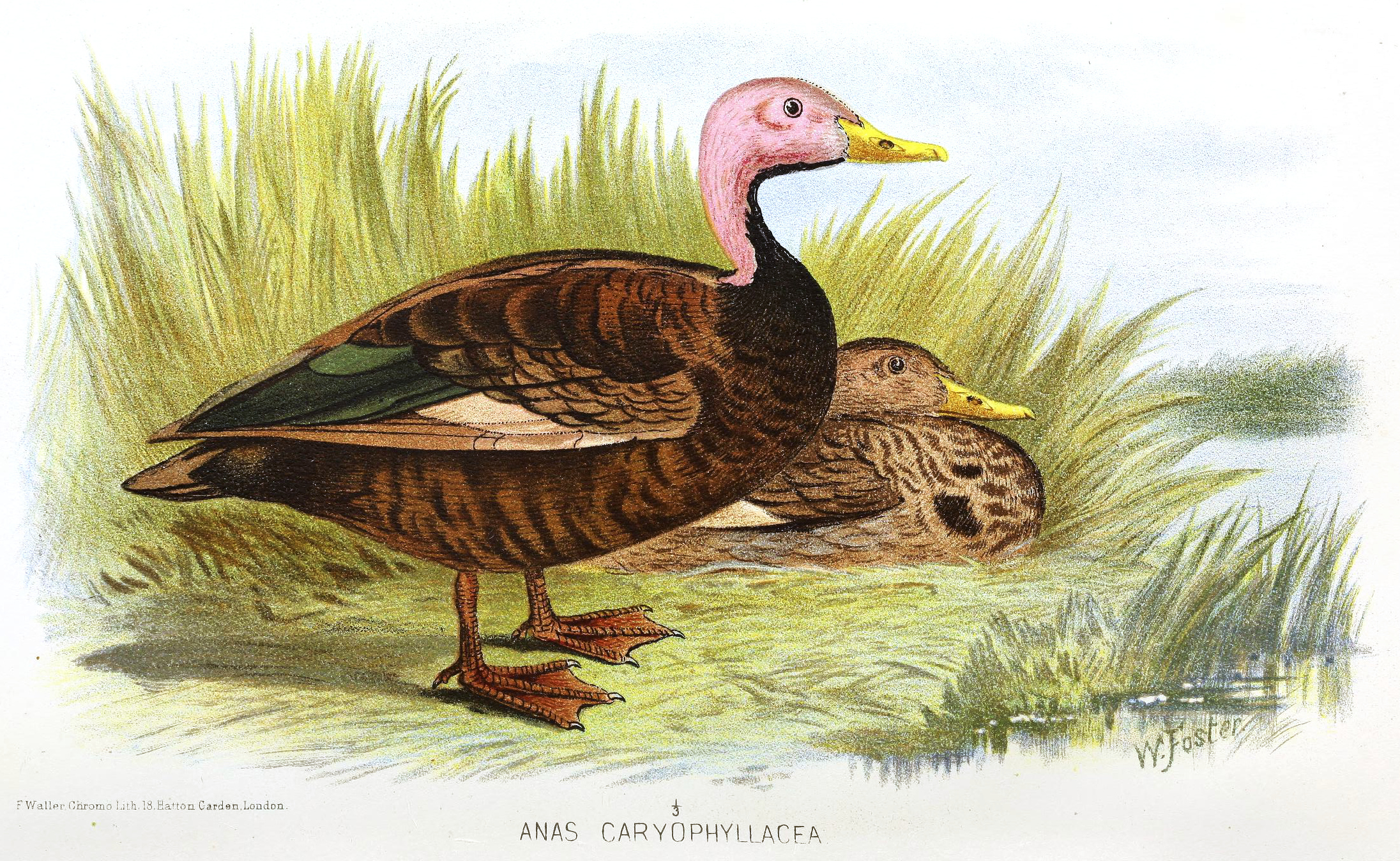
Rózsásfejű réce (Netta caryophyllacea)
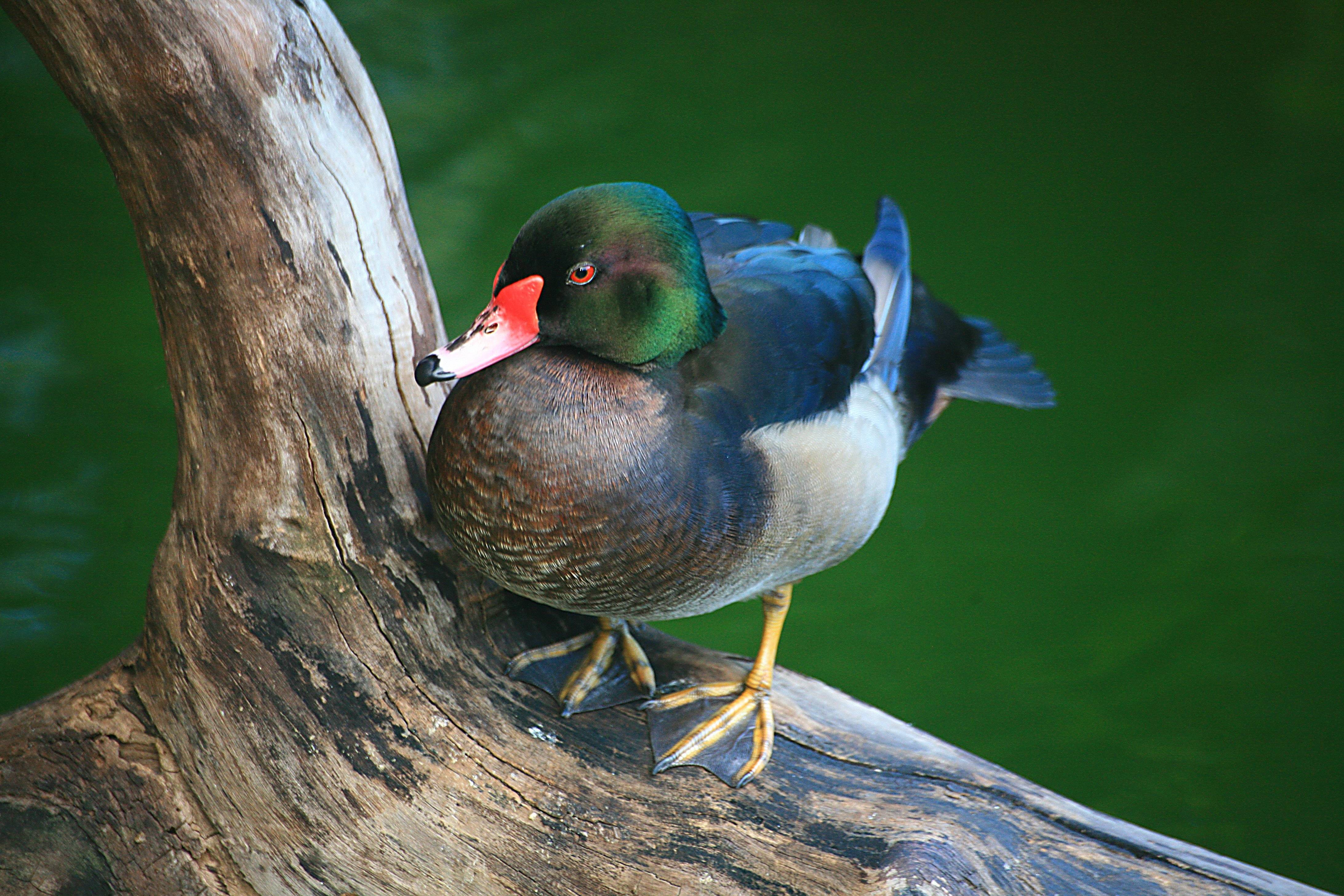
Egy Peposaca réce (Netta peposaca) és a karolinai réce (Aix sponsa) hibridizációjából keletkezett hím egyed